# Le Grand Échiquier (livre)
Pour les articles homonymes, voir Le Grand Échiquier.
Le Grand Échiquier : l'Amérique et le reste du monde (en anglais : The Grand Chessboard: American Primacy and Its Geostrategic Imperatives) est un livre de géopolitique écrit par Zbigniew Brzeziński et publié en 1997. 
Il promeut une géostratégie visant à assurer la domination des États-Unis sur la scène internationale, en isolant et affaiblissant tout acteur qui cherche à obtenir la domination sur l'Eurasie. L'analyse de l'auteur est centrée sur l'Asie centrale et le monde post-soviétique.

## Présentation générale

### Contenu
Le Grand échiquier est un livre prospectif. L'auteur reprend les thèses d'Halford John Mackinder et de Nicholas Spykman au sujet de l'Eurasie comme centre de la géopolitique mondiale. Brzezinski souligne tout au long du livre l'importance du Heartland, c'est-à-dire de la zone à cheval entre l'Europe et l'Asie. D'après lui, « quiconque contrôle l'Eurasie, contrôle la planète ». Il pointe du doigt ce qu'il appelle les « Balkans eurasiens », zone stratégique composée de l'Arménie, l'Azerbaïdjan, la Géorgie, l'Afghanistan, le Kazakhstan, le Kirghizstan, l'Ouzbékistan, le Tadjikistan et le Turkménistan.

### Histoire de publication
Zbigniew Brzezinski a écrit plusieurs livres de géopolitique durant la Guerre froide. Il profite de la dislocation de l'URSS pour proposer une synthèse nouvelle de sa pensée géopolitique, accompagnée de préconisations à l'attention des décideurs américains. Il finit le livre en avril 1997, date de l'écriture de sa préface. En France, le livre est préfacé par Gérard Chaliand.

## Plan stratégique

### Monde
- L'Eurasie est le pivot du monde, et doit à ce titre être dominée par les États-Unis, qui doivent identifier les pays ou dirigeants susceptibles de provoquer une modification des rapports de force afin de les coopter ou de les contrôler[5].
- Pour les États-Unis, le pire des scénarios serait une grande coalition de la Chine, la Russie et peut-être l'Iran (...) unie par une détestation commune des États-Unis. Dans un tel cas, la Chine serait plus probablement le leader, et la Russie un suiveur[5].
- Les États-Unis doivent également se méfier d'un « grand réalignement européen », à savoir une collusion entre l'Allemagne et la Russie, ou entre la France et la Russie[5].
- Les États-Unis doivent soutenir les grandes institutions mondiales, telles que le Fonds monétaire international, dans lesquelles ils disposent d'une influence forte[5].

### Europe
- L'Union européenne « ne peut devenir un État-nation, du fait de la ténacité des diverses traditions nationales, mais elle peut devenir une entité qui, par des institutions politiques communes, reflète des valeurs démocratiques communes »[5].
- L'Organisation du traité de l'Atlantique nord est « le principal lien entre l'Amérique et l'Europe », et « assure le principal mécanisme d'exercice de l'influence américaine sur les affaires européennes », ainsi qu'elle justifie la présence du pays sur le sol européen. L'unité européenne obligerait l'OTAN à devenir un partenariat égal, et non plus une alliance avec un pouvoir hégémonique et des vassaux[5].
- Le Royaume-Uni est un pays « très important », mais n'est pas un joueur géostratégiquement majeur ou actif de l'échiquier eurasien. Cela est dû à trois facteurs : d'abord, son déclin depuis la Première guerre mondiale l'empêche de jouer son ancien rôle d'arbitre de l'Europe ; ensuite, le pays a décidé de ne pas être un membre constructif de l'Union européenne, ce qui l'isole ; enfin, du fait de son attachement à l'idée d'une relation spéciale avec les États-Unis, le Royaume-Uni se repose sur son partenaire atlantique et est ainsi devenu de son propre vouloir « insignifiant ». Le pays est donc maintenant un allié loyal, une base militaire américaine vitale, et un partenaire majeur dans le domaine du renseignement[5].

- La France est un des cinq joueurs principaux de l'échiquier eurasien. Elle souhaite créer une Europe différente de celle souhaitée par l'Allemagne, avec une moindre importance américaine. Afin de compenser sa faiblesse sur l'échiquier, elle met en concurrence le Royaume-Uni et l'Allemagne, et parfois, la Russie et les États-Unis. La France cherche à jouer un rôle de noyau décisionnel dans le cadre de la coopération avec l'Afrique du Nord. La possession de la bombe atomique par la France et son siège permanent au Conseil de sécurité des Nations unies lui assurent une importance mondiale. Afin de ne pas laisser l'Allemagne être la puissance dominante de l'Europe, la France a incité l'Allemagne à rejoindre l'Union européenne et la zone euro, où elle ne dispose plus que d'une voix parmi d'autres ; après la réunification de l'Allemagne, la France a à nouveau rejoint le commandement de l'OTAN afin d'y peser plus face à l'Allemagne dans les questions européennes[5].
- L'Allemagne est un des cinq joueurs principaux de l'échiquier eurasien. De plus en plus consciente de son rôle à part en Europe du fait de son poids économique, elle souhaite fidéliser l'Europe centrale. Elle dispose théoriquement de la possibilité de nouer un partenariat puissant avec la Russie, du fait de sa géographie. Les États-Unis préfèrent un leadership allemand plutôt que français sur l'Europe, mais cela a pour conséquence d'inciter la France à se tourner vers la Russie et le Royaume-Uni pour contrebalancer l'Allemagne[5].
- La Pologne est trop faible pour être un joueur géostratégique, et sa seule option pour peser est de s'intégrer à l'Occident. Si l'Allemagne souhaite se projeter vers l'Europe de l'Est, elle doit courtiser la Pologne, qui lui ouvre l'accès aux États baltes, à l'Ukraine et au Bélarus[5].
- L'Ukraine est un des principaux pivots géopolitiques de l'échiquier eurasien, car « sans l'Ukraine [sous sa domination], la Russie cesse d'être un empire eurasien » ; la Russie pourrait chercher à obtenir un statut impérial sans contrôler l'Ukraine, mais serait alors réduite à un empire asiatique. Le contrôle de l'Ukraine est important, car il s'agit d'une région riche, qui permet d'utiliser la mer Noire librement, et notamment de commercer avec la mer Méditerranée sans partage. Si l'Ukraine venait à perdre son indépendance, la Pologne hériterait de son statut de pivot géopolitique et frontière de l'Europe à l'Est[5].
- La Russie est le principal pays qui occupe la zone centrale de l'Eurasie. Son endiguement est nécessaire à la préservation de la domination américaine dès lors que la Russie ne devient pas démocratique et continue de chercher à atteindre une domination internationale[5].

### Asie de l'Est
- Le Japon est « essentiellement un protectorat américain », permettant aux États-Unis de ceinturer le Pacifique. Il s'agit d'un pays « très important », mais ce n'est pas un joueur géostratégiquement majeur ou actif de l'échiquier eurasien. La relation bilatérale avec le pays est la plus importante de toutes pour les États-Unis. Le pays a un potentiel géopolitique important, mais rechigne à une domination régionale. Afin de ne pas réveiller le dragon endormi, l'Amérique doit « très subtilement cultiver » la mentalité japonaise de la retenue sur la scène internationale. En l'état actuel des choses, les Forces navales japonaises d'autodéfense sont une « extension de la présence militaire américaine dans la région »[5].
- La Chine est l'un des joueurs principaux de l'échiquier eurasien. Puissance régionale, elle va nourrir des ambitions internationales, qui passeront par la résolution de la question du statut de Taïwan. La Chine va aussi s'intéresser aux pays désormais indépendants de l'ex-URSS qui se trouvent à sa frontière occidentale, ce qui nourrira des tensions avec la Russie. Les États-Unis peuvent l'intégrer à l'ordre économique libéral international afin qu'elle s'enrichisse et se libéralise, mais le pari est risqué, car la Chine pourrait devenir plus puissante tout en conservant son système non-démocratique[5].
- La Corée du Sud est l'un des principaux pivots géopolitiques de l'échiquier eurasien. Allié des États-Unis, le pays lui permet de stationner des militaires pour fermer l'Eurasie, ce qui réduit le poids militaire américain au Japon et ainsi réduit les velléités indépendantistes japonaises. Les États-Unis doivent veiller à ce que l'influence chinoise ne croisse pas[5].
- La Corée du Nord est une zone-tampon utilisée par la Chine pour prévenir la réunification d'une Corée sous égide américaine. La Chine a tout intérêt à ce que, tant que la Corée du Sud reste proche des Américains, la Corée du Nord subsiste[5].
- Taïwan peut devenir un pivot géopolitique si la Chine fait de sa reconquête un objectif stratégique. Une conquête de Taïwan par la Chine remettrait en cause la crédibilité américaine en Extrême Orient[5].

### Asie centrale
- L'Iran est un joueur majeur de l'échiquier eurasien, et est en même temps un pays géostratégiquement assez actif. Il contrôle en partie le Golfe persique. Les États-Unis ne doivent pas se poser comme l'antagoniste de l'Iran et la Chine à la fois. S'allier avec l'Iran permettrait de faire baisser la pression sur l'Azerbaïdjan, pays clef pour l'acheminement des ressources de la mer Caspienne vers l'Occident[5].
- Le Kazakhstan va progressivement craindre la sinisation de son pays, et devrait se tourner vers la Russie pour préserver sa dimension slave. Dans ce cas, le Kirghizistan et le Tadjikistan tomberont en même temps dans la sphère d'influence de Moscou[5].
- Les États-Unis doivent continuer de participer aux organisations multilatérales du Pacifique pour s'immiscer dans le grand jeu de la région[5].

### Asie du Sud
- L'Inde est l'un des cinq joueurs principaux de l'échiquier eurasien. Puissance régionale récente, elle pourrait se projeter au niveau mondial dans le futur. Il s'agit du plus puissant État de l'Asie du Sud. Le pays est moins susceptible que la Chine et la Russie de poser un problème aux intérêts américains[5].
- Le Pakistan doit être soutenu dans son influence sur l'Afghanistan, car cela permet de désenclaver le Turkménistan et de faire transiter ses ressources par la mer d'Arabie[5].
- L'Indonésie est le plus important pays d'Asie du Sud-est, mais sa capacité à projeter son influence hors de ses frontières est faible, du fait de son économie sous-développée. Le pays risque d'être retenu par ses conflits ethniques potentiels, l'incertitude politique, et sa géographie éclatée. L'Indonésie pourrait devenir un obstacle à l'expansion de l'influence chinoise vers le Sud ; l'Australie l'a compris et cherche à coopérer plus avant avec l'Indonésie à ce titre[5].

### Caucase
- La Turquie est un joueur majeur de l'échiquier eurasien, et est en même temps un pays géostratégiquement assez actif. Il est important en ce qu'il contrôle l'accès à la mer Noire, et peut donc empêcher la projection russe en Méditerranée. Elle assure une alternative au fondamentalisme islamique. Tant que les islamistes ne prennent pas le contrôle du pays, et qu'il reste une tête de pont de la modernisation à l'occidentale, les États-Unis doivent encourager son adhésion à l'UE[5].
- L'Azerbaïdjan est un des principaux pivots géopolitiques de l'échiquier eurasien. Si le pays est petit, il dispose de ressources énergétiques importantes. Il est le bouchon qui scelle les richesses de la mer Caspienne et de l'Asie centrale. Si la Russie contrôle l'Azerbaïdjan, alors l'indépendance de l'Asie centrale n'a plus aucun intérêt. Un Azerbaïdjan indépendant est nécessaire pour faire passer des pipelines transportant des hydrocarbures en Occident[5].
- L'indépendance de l'Arménie, de la Géorgie et de l'Azerbaïdjan a rendu la zone faible et en proie aux manœuvres d'influence turques[5].

### Afrique et Moyen-Orient
- Les États-Unis gagnent à maintenir des bases militaires dans le Moyen-Orient, qui se situe au Sud de l'Eurasie et est donc un pivot géopolitique[5].
- L'Afrique du Nord et le flanc sud de la Méditerranée sont des zones instables. Les États-Unis doivent laisser la France jouer le rôle d'ordonnateur dans cette zone, car « sans le sens des responsabilités de la France, le flanc sud de l'Europe serait bien plus instable et menaçant »[5].

## Chapitres

### Préface
Brzezinski affirme dès la première phrase de son introduction la position générale de son livre : « depuis que les relations internationales ont commencé à s’étendre à l’échelle de la planète tout entière, voilà environ cinq cents ans, le continent eurasien a constitué le foyer de la puissance mondiale ». Le bouleversement de la fin du XXe siècle est que c'est une puissance non-eurasienne qui est devenue l'arbitre des relations de pouvoir dans la région. Depuis la chute de l'URSS, les États-Unis sont la seule véritable puissance mondiale.
L'importance de l'Eurasie est renforcée non seulement par la prospérité de l'Europe de l'Ouest, mais aussi par la montée en puissance de l'Asie. Le problème pour les États-Unis est d'empêcher « l'émergence d'un pouvoir eurasien dominant et antagoniste ». Une telle puissance empêcherait le pays à exercer sa primauté sur le monde. Il fait remarquer qu'Adolf Hitler et Joseph Staline s'étaient entendus pour empêcher les États-Unis de s'immiscer dans les affaires du Heartland eurasien.
Pour parvenir à ses fins, les États-Unis doivent utiliser tous les instruments à sa disposition, qu'ils soient d'ordre technologique, informationnel, ou encore économique et financier. L'objectif ultime de la politique étrangère américaine doit être bienveillante et permettre l'édification d'une communauté mondiale véritablement coopérative, avec comme ligne d'horizon les intérêts fondamentaux de la race humaine.

### Chapitre 1. Une hégémonie d'un type nouveau

#### Le court chemin vers la suprématie mondiale
Si l'hégémonie est « aussi vieille que l'humanité », la suprématie mondiale américaine est singulière du fait de son ampleur et de la rapidité à laquelle le pays est arrivé à se hisser au sommet. La doctrine Monroe a été l'instrument idéologique nécessaire à l'émergence des États-Unis comme puissance maritime. Le pays a ainsi remis en cause l'idée selon laquelle le Royaume-Uni devait être le seul maître sur les mers. Cela explique l'implication américaine dans la construction du canal de Panama.
L'ambition géopolitique croissante des États-Unis a eu comme base l'industrialisation rapide de l'économie nationale. Dès le déclenchement de la Première Guerre mondiale, le pays représentait un tiers du PNB mondial, détrônant ainsi le Royaume-Uni. La culture américaine a favorisé l'innovation et l'expérimentation ; en plus de cela, les institutions politiques, et le libre marché, ont assuré des débouchés à l'innovation.
La guerre a été l'occasion d'une première projection de forces militaires en Europe, puis de la stratégie politique américaine : les quatorze points du président Woodrow Wilson sont la première tentative d'immixtion américaine dans la géopolitique européenne. Le pays a pu tirer avantage de ce que la guerre mondiale a en réalité été un suicide européen, qui a marqué le début de la fin de sa prépondérance économique, politique et culturelle. Par la suite, « l'Europe est de plus en plus devenue l'objet, plutôt que le sujet, des luttes de pouvoir mondiales ».
La Guerre froide a vu l'opposition classique entre une puissance maritime et une puissance terrienne. Chaque pays leader « a utilisé son idéologie pour renforcer sa prise sur ses vassaux et tributaires respectifs ». La situation entre les blocs n'a pas été symétrique : le bloc de l'Est a implosé lors de la rupture sino-soviétique, du fait d'un écart de puissance faible entre les deux principaux pays du bloc. A contrario, dans son bloc, les États-Unis étaient de loin les plus puissants. L'URSS a fini par imploser, non tant du fait d'une défaite militaire, mais d'une désintégration d'origine économique et sociale.

#### La première puissance mondiale
Les États-Unis sont aussi singuliers en ce qu'il s'agit de la première et de la seule puissance véritablement mondiale. Toutefois, l'hégémonie n'est pas un concept nouveau, car des empires plus anciens ont pu dominer avec les mêmes systèmes d'interdépendances (vassaux, tributaires, protectorats, colonies, etc.) Brzezinski compare les États-Unis à l'Empire romain. À son apogée, l'Empire disposait de 300 000 soldats ; les États-Unis disposent, en 1996, de 296 000 soldats déployés à l'étranger. L'auteur s'attarde sur le cas de l'Empire mongol, dirigé par Gengis Khan, et qui a eu la spécificité de contrôler le Heartland, de la mer du Japon jusqu'à l'Anatolie. La chute de cet empire a été due à l'assimilation des chefs dans les cultures locales, l'absence de culture politique, et la non-résolution du problème de la succession du grand Khan.
Brzezinski remarque que l'Europe s'est trouvée, au XIXe siècle, dans une situation elle aussi singulière : sa domination mondiale ne s'est pas traduite par la domination d'un pays en Europe sur les autres. Au contraire, les pouvoirs dominants se sont succédé. Il s'est  d'abord agi de l'Espagne jusqu'à la moitié du XVIIe siècle, avec l'appui du facteur religieux et du zèle missionnaire. Le traité de Tordesillas (1494) puis celui de  Saragosse (1529) ont permis d'encadrer la lutte avec le Portugal. Entre le XVIIe siècle et la chute de Napoléon Bonaparte en 1815, la France est à son tour dominante, bien qu'elle soit régulièrement défiée par d'autres pays. Selon l'auteur, une conquête totale de l'Europe par Napoléon lui aurait permis d'accéder à la domination mondiale. Le Royaume-Uni prend la première place jusqu'à la Première Guerre mondiale, appuyé d'une domination financière. Ne pouvant dominer l'Europe seul, le royaume a dû créer une alliance diplomatique avec la France, l'Entente, pour empêcher la domination allemande ou russe.
Les États-Unis, contrairement aux précédents pays dominants, combinent tous les éléments qui ont permis à ces empires d'émerger. Le pays contrôle les océans et les mers, dispose d'une armée amphibie qui peut se projeter à tout instant dans des terres reculées. Ainsi, l'armée américaine est bien implantée dans le golfe persique, à l'extrémité de l'Eurasie. La puissance américaine est perpétuée aujourd'hui, notamment, par sa recherche scientifique, et notamment celle qui est appliquée au domaine militaire, qui n'a pas d'égal. Sa domination technologique lui donne également une longueur d'avance sur l'Europe de l'Ouest et le Japon.

#### Le système mondial américain
Le système de domination américain favorise la cooptation, par exemple des anciens rivaux (l'Allemagne, le Japon, et plus récemment la Russie), bien plus que les précédents empires. Les États-Unis se reposent fortement sur son influence sur les élites étrangères. Cela est renforcé par la domination américaine sur les « communications internationales, les loisirs populaires et la culture de masse ». Le système économique américain plaît, et le modèle de l’État-providence à l'européenne est en train d'être abandonné pour un modèle de libre-marché à l'américaine.
L'OTAN relie l'Europe à l'Amérique du Nord, et ainsi, fait des États-Unis « un participant clef dans les affaires intra-européennes ». Le Japon demeure « essentiellement un protectorat américain ». Le pays participe aussi dans des organisations multilatérales du Pacifique, comme le Asia-Pacific Economic Cooperation Forum, « se faisant ainsi un participant clef des affaires de la région ». La guerre du Golfe, que l'auteur qualifie d'« expédition punitive », a permis de « faire de cette région vitale économiquement une réserve militaire américaine ». La Russie n'est pas en reste : des initiatives soutenues par les États-Unis permettent aux Américains de s'y immiscer, comme le Partenariat pour la Paix. En plus de cela, plusieurs institutions internationales, comme le Fonds monétaire international et la Banque mondiale, si elles sont censées représenter un intérêt général mondial, « elles sont en réalité fortement dominées par l'Amérique, et leur origine peut être retracée jusqu'à une initiative américaine » qu'est la conférence de Bretton Woods.
Brzezinski remarque que le système américain n'est pas hiérarchique, mais organisé en cercles concentriques, avec Washington au centre. Les pays étrangers vont chercher à utiliser des leviers d'influence locaux sur la base d'identités ethniques ou religieuses ; les pays étrangers emploient souvent des lobbyistes pour influencer le Congrès des États-Unis. Les lobbies ethniques les mieux organisés sont « ceux des Juifs, des Grecs et des Arméniens ».

### Chapitre 2. L'échiquier eurasien

#### Géopolitique et géostratégie
Brzezinski abonde dans le sens de Samuel Huntington, qui soutenait dans un article de 1993 que la prédominance américaine est un facteur de stabilité dans le monde. Le caractère révolutionnaire de la dominance américaine est que, pour la première fois, c'est un pays non-eurasien qui domine cette région du monde. La domination de l'Eurasie implique celle de l'Afrique ; la domination de l'Eurasie conduit donc au repli de l'Ouest et de l'Océanie sur les périphéries. L'Eurasie est d'autant plus stratégique qu'elle pèse 60 % du PNB mondial, et dispose des trois quarts des ressources énergétiques connues.
L'étendue de l'Eurasie empêche son unification politique, ce qui donne un avantage aux États-Unis. Le pays prédominera s'il s'assure un encerclement de la zone centrale qu'est la Russie et ses environs, à la fois en renforçant son influence en Europe de l'Ouest, mais aussi en s'assurant que l'Asie centrale et le Moyen-Orient ne soient pas dominés par un seul pays. L'Amérique doit s'assurer que les pays marquant la délimitation sud-est de la Russie, à savoir les pays dans la zone sino-confucéenne, ne boutent pas les États-Unis hors de la zone.
L'action extérieure américaine est contrainte par le fait que le pays est démocratique en son sein, et ne saurait donc être autocratique à l'étranger. En plus de cela, le peuple américain ne comprend pas, selon l'auteur, ce qu'il retire en termes de bien-être et de qualité de vie de la prédominance internationale du pays.
Brzezinski appelle les dirigeants américains à toujours garder à l'esprit la géographie des pays du monde, et rappelle l'adage de Napoléon Bonaparte selon lequel connaître la géographie d'un pays, c'est connaître sa politique étrangère. Les empires se sont érigés sur l'appropriation de zones ou la sécurisation de routes stratégiques : il en est ainsi du canal de Suez, ou encore de Singapour. Brzezinski cite plusieurs géopolitologues célèbres, tels que Haushofer, qui ont adapté des théories géopolitiques aux besoins de la politique étrangère de leur pays (en l’occurrence, l'Allemagne). Il remarque que Paul Demangeon, géographe français, s'était également prononcé en faveur d'une union européenne avant même la Seconde Guerre mondiale.
La stratégie américaine doit être en deux étapes : d'abord, identifier les pays eurasiens dynamiques qui pourraient provoquer un glissement important de la distribution internationale du pouvoir ; ensuite, coopter ou contrôler les élites qui souhaiteraient causer ces changements, afin de sécuriser les intérêts américains.

#### Joueurs géostratégiques et pivots géopolitiques
Les joueurs géostratégiques sont ceux qui ont la capacité et la volonté d'exercer leur pouvoir d'une telle manière à avoir une influence sur la distribution du pouvoir et les rapports de force au-delà de leurs frontières. Ces élites peuvent être motivées par des rêves de grandeur, un messianisme religieux, ou encore une idéologie quelconque. Les pivots géopolitiques sont les pays dont l'importance n'est pas liée à leur puissance, mais à leur situation géographique. Ils rendent des pays environnants vulnérables, ou alors, ils bloquent l'accès à une ressource d'une très grande importance pour un joueur majeur. Ces pays peuvent « jouer le rôle de bouclier défensif pour un État majeur ou même pour une région entière ».
Brzezinski considère que, au moment de la rédaction de son livre, au moins cinq joueurs géostratégiques peuvent être identifiés en Eurasie : la France, l'Allemagne, la Russie, la Chine et l'Inde sont des « joueurs majeurs et actifs » ; a contrario de la Grande-Bretagne, du Japon et de l'Indonésie, qui demeurent toutefois des pays très importants. Les pays pivots les plus critiques sont l'Ukraine, l'Azerbaïdjan, la Corée du Sud, la Turquie et l'Iran, ces deux derniers étant, en partie du moins, géostratégiquement actifs.
L'extrémité occidentale de l'Eurasie est marquée par la dynamique géostratégique française et allemande. Les deux pays souhaitent créer une Europe unifiée, mais divergent sur le rôle des États-Unis dans cette construction. La France dispose de son propre concept géostratégique de l'Europe, divergent de celui des États-Unis, et joue le Royaume-Uni contre l'Allemagne, et parfois même la Russie contre les États-Unis, pour pallier ses faiblesses ; l'Allemagne est de plus en plus consciente de son rôle de moteur économique et politique en Europe. Le Royaume-Uni n'est plus un joueur géostratégique, car il ne s'implique pas dans la construction de l'Europe, et parce que sa perte relative de puissance l'empêche de jouer ce qui était avant son rôle, celui d'arbitre de l'Europe. Du fait de son attachement à l'idée d'une relation spéciale avec les États-Unis, le Royaume-Uni est devenu « insignifiant ».
L'auteur passe ensuite en revue la Russie, puis la Chine, qui est devenu une puissance régionale, et aura probablement de plus grandes ambitions ensuite. Cela réactivera le conflit avec Taïwan. La Russie sera très affectée par l'émergence chinoise sur la scène mondiale du fait de l'indépendance acquise par des États aux frontières occidentales de la Chine après la chute de l'URSS. Le Japon est une puissance endormie, qui pourrait obtenir un statut de joueur géostratégique important si elle le souhaitait ; les États-Unis doivent s'assurer que ce ne soit pas le cas.
Brzezinski s'intéresse au cas de l'Ukraine, qui est une pièce maîtresse dans la géopolitique russe : sans l'Ukraine, la Russie est renvoyée à un empire asiatique, et serait conduite à des conflits sans fin en Asie centrale. Ces pays seraient alors soutenus par des puissances islamiques, ce qui donnerait du fil à retordre à la Russie. A contrario, en contrôlant l'Ukraine, la Russie dispose de la mer Noire et d'une nouvelle plateforme vers l'Europe et vers le Caucase. L'Azerbaïdjan est similaire à l'Ukraine en ce que sa dépendance vis-à-vis de la Russie transformerait son statut ; si la Russie la contrôle, alors cela lui permet d'affermir son contrôle par ricochet sur tous les pays d'Asie centrale qui font transiter et pourraient faire transiter leurs ressources par l'Azerbaïdjan. 
La Turquie et l'Iran sont engagés dans une lutte d'influence autour de la mer Caspienne et de l'Asie centrale, mais leur puissance respective s'annule la plupart du temps. La Turquie a un rôle stabilisateur de la mer Noire, car elle contrôle les allées et venues vers la Méditerranée. Elle compense la Russie dans le Caucase, et peut servir d'antidote au fondamentalisme islamique. Il s'agit à ce titre d'une « ancre » de l'OTAN. La Corée du Sud est l'ultime pivot, celui qui permet à l'Amérique de protéger le Japon et de l'empêcher de devenir un pouvoir militaire indépendant sans que la présence américaine au Japon soit étouffante. Une évolution dans les rapports de force sud-coréens, avec par exemple une augmentation de l'influence chinoise, poserait de graves problèmes aux États-Unis.

#### Choix critiques et défis potentiels
Les dirigeants américains doivent se poser plusieurs questions pour déterminer leur politique étrangère : Quel projet européen veulent-ils voir émerger ? Quelle Russie est dans l'intérêt des États-Unis ? Quels sont les risques associés à l'émergence des Balkans d'Asie centrale ? Quel rôle la Chine devrait-elle avoir en Extrême Orient ? Quelles coalitions sont les plus dangereuses pour les intérêts américains en Eurasie ?
Brzezinski appelle à distinguer le discours officiel américain, qui, depuis John Fitzgerald Kennedy soutient la création d'une Europe unifiée et forte, et la réalité. Les États-Unis veulent-ils réellement en l'Europe un partenaire égal ? Les États-Unis ont montré une préférence pour un leadership allemand, plutôt que français, de l'Europe, ce qui est « compréhensible, étant donné l'orientation traditionnelle de la politique française » ; mais cela a pour conséquence que la France flirte parfois avec la Russie pour compenser la coalition franco-américaine, et a parfois joué l'entente avec le Royaume-Uni pour compenser la prépondérance allemande.
Un arc de crise s'étend de la Russie au Nord jusqu'au Yémen au Sud, et de la Turquie à l'Ouest jusqu'au désert du Xinjiang à l'Est. Vingt-cinq pays, la plupart instables, se situent dans cette zone hétérogène d'un point de vue ethnique. Le fondamentalisme islamique pourrait y défier la primauté américaine ; les islamistes utiliseraient une rhétorique basée sur le soutien américain à Israël. En l'absence d'un grand État islamiste dominant, toutefois, les violences islamiques devraient y rester diffuses.
La Chine est cruciale dans la configuration de l'Eurasie. Les États-Unis pourraient coopter le pays dans le système libéral international afin de la forcer à s'ouvrir ; mais alors, on courrait le risque de voir la Chine croître économiquement, et donc politiquement et militairement, sans aucune démocratisation. Dans ce cas, le Japon serait contraint à sortir de sa réserve et à devenir une vraie puissance internationale, ce qui affaiblirait le rôle américain en Extrême Orient. Afin de se prémunir d'une telle situation, l'Amérique doit faire de la Corée du Sud une base militaire.

### Chapitre 3. La tête de pont de la démocratie

#### Grandeur et rédemption
L'Europe est l'« allié naturel » des États-Unis, du fait de leur héritage religieux et démocratique. L'Europe est aussi le moteur d'une expansion vers l'Est qui pourrait consolider la victoire démocratique des années 1990 : une Europe puissante disposerait d'une force d'attraction énorme pour des pays comme l'Ukraine, la Biélorussie et la Russie, ce qui obligerait ses pays à approfondir leurs liens avec elle. Une telle Europe pourrait devenir « un des piliers vitaux d'une structure de sécurité et de coopération eurasienne soutenue par les États-Unis ».
L'Europe est toutefois chancelante : les populations européennes ne veulent pas nécessairement d'une organisation supranationale, et ne se sentent pas toujours européens ; le moteur de l'intégration européenne était le souvenir de la guerre, qui s'efface progressivement ; la volonté de reconstruire des économies détruites, ce qui n'est plus d'actualité ; enfin, se protéger de l'URSS, ce qui n'est plus actuel non plus.
La France cherche en l'Europe sa réincarnation afin de retrouver une grandeur passée ; l'Allemagne voit en l'Europe l'espoir d'une rédemption. La scène intellectuelle française connaît une peur de l'américanisation du monde, et un rejet de ce qu'elle voit comme le monde anglo-saxon. Cela explique la volonté de Charles de Gaulle d'une Europe « de l'Atlantique à l'Oural ». La France doit avoir le soutien des pays de l'Europe méditerranéenne pour faire avancer sa position avec l'Allemagne. Le dilemme de la France est de repousser les États-Unis hors de l'Europe, sans se soumettre à l'Allemagne.
Toutefois, l'Allemagne connaît les limites de la puissance française. Elle est plus faible économiquement que son voisin rhénan ; elle est assez puissante pour briser des tentatives de coup d’État dans ses États africains satellites, mais pas assez pour protéger l'Europe entière. La France a décidé de menotter l'Allemagne en l'intégrant plus profondément dans l'Union européenne ; afin de compenser la montée en puissance allemande dans l'UE après sa réunification, la France a dû retourner dans l'OTAN pour avoir une plus forte influence. La France s'est montrée peu favorable à l'expansion de l'OTAN vers l'Est après la fin de la Guerre froide, à la fois afin de ménager ses liens privilégiés avec la Russie, mais aussi afin de mettre sous pression les États-Unis afin qu'ils concèdent à la France certaines de ses demandes. 
En s'appuyant sur la Pologne, l'Allemagne peut se projeter vers les États baltes, mais aussi vers l'Ukraine et le Bélarus. Les relations germano-polonaises ont ainsi été, dans les années 1990, aussi importantes que la réconciliation franco-allemande des décennies précédentes.

#### L'objectif central de l'Amérique
L'objectif central des États-Unis doit être l'édification d'une Europe basée sur la relation franco-allemande, qui soit viable et qui reste liée aux États-Unis. Le pays n'a donc pas à choisir entre la France et l'Allemagne, mais doit s'assurer du soutien des deux. À court terme, toutefois, « l'opposition tactique à la politique française et le soutien au leadership allemand est justifié » ; mais à long terme, si l'Europe devient conforme à ce que veut en faire la France, alors il sera nécessaire de « s’accommoder progressivement aux conceptions françaises relatives à la distribution du pouvoir au sein des institutions transatlantiques ».
L'auteur reconnaît que « les Français n'ont pas tort » lorsqu'ils soutiennent que la reconnaissance de l'Union européenne comme partenaire égal par les États-Unis implique la fin de l'OTAN telle qu'on la connaît. Les États-Unis doivent tolérer les sautes d'humeur de la France, mais s'assurer de son intégration progressive dans le giron américain. Il est aussi nécessaire pour les élites américaines de reconnaître que la France « joue un rôle constructif en Afrique du Nord et dans les pays africains francophones ».

#### L'agenda historique de l'Europe
L'Europe est, selon l'auteur, une civilisation commune dérivée d'un fonds chrétien commun. L'Europe de l'Ouest est associée avec l'héritage romain, mais l'Europe est bien plus large, car elle touche aussi à l'héritage byzantin et russe-orthodoxe. Ainsi, l'Europe actuelle, qui recoupe en réalité principalement l'Europe de l'Ouest (l'Europe carolingienne), avait un sens pendant la Guerre froide, mais va devenir une anomalie. Des pays d'Europe de l'Est attendent ainsi leur entrée dans l'Union européenne.
Brzezinski soutient qu'une fois les pays de l'Europe centrale proche (Pologne, Tchéquie, Hongrie) rattachés à l'UE, le tour viendra aux pays baltes, à la Slovénie, la Roumanie, la Bulgarie, la Slovaquie, et, finalement peut-être, l'Ukraine, probablement vers 2010 si elle a mené les réformes nécessaires. L'auteur considère probable l'érection d'une collaboration géostratégique formée par le couloir franco-germano-polonais, auquel l'Ukraine pourrait plus tard se rattacher. Afin de ne pas inquiéter la Russie, il est nécessaire de clairement montrer que les portes de l'Europe lui restent ouvertes.

### Chapitre 4. Le trou noir

#### La nouvelle disposition géopolitique russe
La désintégration de l'URSS crée un trou noir géopolitique au centre de l'Eurasie. La tâche de long terme des États-Unis est d'encourager une transformation démocratique de la Russie, ainsi qu'une reprise économique, tout en empêchant la création d'un empire eurasien qui puisse obstruer les objectifs géostratégiques américains. L'éclatement du bloc de l'Est, avec la rupture sino-soviétique et l'autonomie de la Yougoslavie titiste, montre la prépondérance des nationalismes sur l'idéologie.
L'URSS s'est effondrée pour des raisons économiques et sociales. Les symptômes n'ont souvent pas été vus par les observateurs, car ils étaient cachés par le secret qui entourait tout ce qui touchait à l'état de santé de l'URSS. En deux semaines, en décembre 1991, l'URSS s'est dissoute en la fédération de Russie, l'Ukraine et la Biélorussie. Le choc psychologique a été d'autant plus fort que le pays a craint la menace islamiste, d'où l'implication militaire au Tadjikistan. La Russie a connu également une crise sociale. Ses plus brillants citoyens ont péri dans les goulags. Selon les statistiques russes officielles, dans les années 1990, 40 % des nouveau-nés venaient au monde en bonne santé, et un cinquième des élèves de CP souffrait d'une forme de retard mental. L'espérance de vie des hommes avait chuté à 57,3 ans. Plusieurs caractéristiques montraient que la Russie était un pays du Tiers-monde.
La perte de l'Ukraine est particulièrement douloureuse pour la Russie, car elle l'oblige à repenser sa propre nature. Il s'agit d'une pénalisation géopolitique importante. La Russie a perdu une région potentiellement riche industriellement, et riche d'un point de vue agricole, d'une population de 52 millions de personnes. En plus de cela, l'indépendance de l'Ukraine la prive de sa position dominante sur la mer Noire, et donc, empêche la Russie d'utiliser Odessa pour commercer avec la mer Méditerranée.
L'autre choc provient des frontières sud de la Russie. Des pays indépendants surgissent en Asie centrale (Kazakhstan, Ouzbékistan), qui sont ou bien des chaudrons multiethniques (Kazakhstan), ou bien des pays qui peuvent être en proie à des doctrines islamistes. La relation entre la Russie et la Chine s'est également inversée du fait de la puissance montante chinoise.

#### Fantasmagorie géostratégique
La Russie a désormais du mal à se définir elle-même. Doit-elle se définir par l'ethnicité russe, par une tradition, par un destin impérial ? Elle doit aussi résoudre la question des frontières : l'Ukraine indépendante doit-elle être tenue pour une aberration provisoire ? La crise post-soviétique est accentuée par le fait que la dissolution de l'URSS a mis en lumière le caractère arriéré de la Russie, d'un point de vue économique notamment. Les modernisateurs autochtones, soutenus par des consultants occidentaux, font refluer le rôle de l’État.
La Russie peut être tentée par trois voies : mettre en place une stratégie de partenariat avec les Américains, ce qui conduirait à un condominium mondial ; dominer son étranger proche afin de contrebalancer les États-Unis et l'Europe ; créer une contre-alliance, à savoir une coalition antiaméricaine, pour bouter son adversaire hors d'Eurasie. L'auteur remarque que la solution du partenariat stratégique, si elle a été mise en œuvre en partie, ne pouvait pas tenir, du fait de la faiblesse relative de la Russie. En plus de cela, les ambitions russes et américaines en Europe, au Moyen-Orient et en Extrême Orient étaient trop divergentes.
Brzezinski considère que 1993 est l'année où les États-Unis ont raté une opportunité de s'allier la Russie. Boris Eltsine venait d'annoncer qu'elle considérait que l'entrée de la Pologne dans l'OTAN était dans l'intérêt de la Russie. À ce moment-là, Bill Clinton aurait dû proposer un partenariat entre l'OTAN et la Russie. En décidant en 1996 que l'élargissement de l'OTAN était un but central de la politique étrangère américaine, il a brisé la possibilité d'un accord avec la Russie.
La Russie a vite montré son intention de reprendre en main son étranger proche. En septembre 1995, un document officiel indique que la diffusion de la télévision et de la radio russes doit être garantie dans les pays de l'étranger proche ; en 1996, la Douma déclare que la dissolution de l'URSS est invalide. En 1997, la Russie signe des accords créant une communauté de républiques souveraines avec le Bélarus, et crée une communauté d’États intégrés avec le Kazakhstan, le Kirghizistan, etc.

#### Le dilemme de l'alternative unique
L'auteur soutient que « la seule vraie option géostratégique de la Russie », à savoir celle qui lui permettrait de jouer un rôle à l'international en maximisant ses opportunités de modernisation, est l'Europe transatlantique. Sans s'y rattacher, la Russie subira une isolation géopolitique dangereuse. Si la Russie suit le chemin d'une plus forte intégration avec l'Europe, alors elle devra abandonner toute prétention impérialiste, et, comme la Turquie post-ottomane, se tourner vers l'européanisation et la démocratisation. Une telle Russie devrait accepter l'indépendance ukrainienne.
Les États-Unis et l'Europe doivent aider les nouveaux États post-soviétiques afin d'accompagner l'auto-redéfinition par la Russie de son rôle historique. Les États-Unis doivent assurer l'indépendance de l'Azerbaïdjan, qui sert de corridor vers l'Occident pour le transport de ressources extraites de la mer Caspienne et de l'Asie centrale. L'indépendance de l'Ouzbékistan est critique à la survie des autres États d'Asie centrale.
L'Ukraine cherchera, d'ici 2015, à intégrer l'OTAN et l'UE. La Russie trouvera difficile d'accepter l'intégration de l'Ukraine à l'OTAN, car cela reviendrait à admettre que sa destinée n'est plus liée, organiquement, à celle de la Russie. Si la Russie refuse l'adhésion de l'Ukraine, cela signifie qu'elle rejette l'Europe pour préférer une identité eurasienne.

### Chapitre 5. Les Balkans eurasiens

#### Le chaudron ethnique
Le terme de « Balkans » renvoie, en Europe, aux conflits ethniques et aux rivalités nationalistes. Les Balkans eurasiens sont, au sens strict, la zone ovale qui va, d'Ouest en Est, du Caucase jusqu'à la frontière du Xinjiang, et, du Nord au Sud, de la frontière russo-kazakhe et jusqu'à la moitié Sud de l'Iran. Cette zone est molle car instable, et appelle donc l'intrusion de pays plus puissants. La domination de cette zone rend maître d'une partie majeure de l'Eurasie, car elle concentre les richesses nécessaires aux pays avancés. C'est aussi la zone de confrontation entre la Russie, la Turquie, l'Iran et la Chine.
Les pays faisant partie de la zone ou étant en bordure de la zone sont tous issus de l'URSS, à l'exception de l'Afghanistan, de l'Iran et de la Turquie ; ils sont presque tous instables, sauf ces deux derniers. L'Arménie, la Géorgie et l'Azerbaïdjan sont des pays fondés sur d'authentiques nations ; ces pays sont les plus ardemment nationalistes. Les pays d'Asie centrale (les pays en « -stan ») sont « en phase de nation-building », car les identités ethniques et tribales demeurent importantes. La situation est compliquée par le fait que les frontières ont été dessinées par les soviétiques dans les années 1920 et 1930 pour la plupart. Des pays dont les frontières n'ont pas été tracées par l'URSS, comme l'Iran, peuvent être en proie à des tensions ethniques. Sur ses 65 millions d'habitants, la moitié est iranienne. Un quart est azéri, et le reste est constitué de Kurdes, de Baloutches, de Turkmènes et d'Arabes.
Brzezinski aborde la question du Turkestan avorté par le morcellement et la mosaïque de pays qui en est sorti. Il traite ensuite de la guerre du Haut-Karabagh. Un Azerbaïdjan indépendant et proche de la Turquie serait défavorable à la Russie, car alors le pays ne pourrait pas exercer de monopole sur les ressources de l'Asie centrale, et aurait moins d'influence sur ces pays. L'Azerbaïdjan subit non seulement la pression russe, mais aussi iranienne, car plusieurs millions d'Azéris vivent en Iran — plus qu'en Azerbaïdjan-même —. La Géorgie a le désavantage de contenir des minorités ethniques, à hauteur de 30 % de sa population ; les Ossétiens et les Abkhaziens ont essayé de faire sécession, et cette tentative a été soutenue par la Russie. L'objectif russe était d'inciter la Géorgie à accéder aux pressions russes afin de rester dans la Communauté des États indépendants, et de conserver des bases militaires.
En Asie centrale, l'Ouzbékistan est le prochain pays leader. Sa population est importante, à plus de 25 millions d'habitants, et moins fragmentée ethniquement. Le pays est protégé de la Russie par le Kazakhstan. L'élite ouzbèke se place dans un héritage historique remontant à Tamerlan. 
L'auteur remarque que si les pays sont musulmans de facto, ceux qui ont été dominés par l'URSS sont laïcs de jure, et leurs élites le demeurent. Toutefois, en l'absence d'identité nationale définie, l'islam politique risque de devenir le vecteur identitaire majeur.  

#### La concurrence multiple
Historiquement, les Balkans européens ont fait l'objet d'une rude concurrence entre l'Empire ottoman, l'Empire austro-hongrois, et l'Empire russe. Ces empires étaient eux-mêmes défiés par des participants indirects : l'Allemagne craignait la Russie, la France s'opposait à l'Autriche-Hongrie, et le Royaume-Uni cherchait à affaiblir les Ottomans pour contrôler les Dardanelles.
L'attitude des Russes envers les populations turques « est quasi obsessive », et les médias jouent un rôle propagandiste contre les peuples d'Asie centrale. Ils représentent les peuples turciques comme ayant une capacité de déstabilisation de la Russie sans mesure avec leur danger réel. La Turquie a une visée en Asie centrale. L'Empire ottoman, qui a atteint son apogée vers 1590 avec la conquête du Caucase et de l'Azerbaïdjan,  n'a toutefois jamais compris l'Asie centrale. La Turquie utilise donc la carte de l'identité ethnolinguistique partagée auprès des peuples turciques.
La Chine préfère que l'Asie centrale demeure morcelée. Elle est inquiète que les minorités turciques du Xinjiang ne voient dans les pays d'Asie centrale un exemple à suivre et deviennent sécessionnistes. Les ressources énergétiques de la région intéressent Pékin, qui a ainsi intérêt à ce que la Russie ne domine pas la zone. L'Ukraine a tout intérêt à l'indépendance de l'Azerbaïdjan, du Turkménistan et de l'Ouzbékistan, ainsi que de la Géorgie ; l'Ukraine soutient la Turquie afin de réduire l'influence russe en mer Noire, et a soutenu les efforts turcs visant à rediriger les pipelines pétroliers de l'Asie centrale par la Turquie.
Le Pakistan cherche à accentuer sa capacité de levier géopolitique en pesant sur l'Afghanistan ; cela implique de nier à l'Iran son influence sur l'Afghanistan et le Tadjikistan. Le Pakistan a intérêt à un pipeline qui irait de l'Asie centrale à la mer d'Arabie. L'Inde veut faire contrepoids à l'influence pakistanaise et voit favorablement l'influence iranienne en Afghanistan. 
La Russie sait qu'elle n'a plus la puissance nécessaire pour contrôler la zone. Elle s'appuie sur des mouvements indépendantistes, en Géorgie notamment, en prenant avantage de la volonté sécessionniste pro-russe de certains mouvements pour y implanter des bases.

#### Ni dominion, ni exclusion
L'intérêt des États-Unis est qu'un seul pays ne puisse contrôler entièrement l'espace géopolitique des Balkans eurasiens. Les tentatives de monopolisation du pouvoir de la Russie doivent recevoir une opposition ferme. Le pluralisme géopolitique est nécessaire pour que les ressources de la zone puissent être acheminées librement. Toutefois, une exclusion de la Russie de la zone n'est ni désirable, ni faisable ; la participation de la Russie dans la région est nécessaire à sa stabilité. Elle doit ainsi être traitée en partenaire.
Selon l'auteur, « les États qui doivent recevoir le soutien géopolitique le plus puissant de l'Amérique sont l'Azerbaïdjan, l'Ouzbékistan et (en dehors de cette région) l'Ukraine ». Le Kazakhstan doit aussi être prudemment soutenu.

### Chapitre 6. Un point d'ancrage en Extrême-Orient

#### La Chine: pas mondiale, mais régionale
Si les États-Unis veulent que leur politique eurasienne soit efficace, ils doivent conforter la base arrière qu'est l'Extrême Orient. Une relation bilatérale puissante avec le Japon est nécessaire, car il s'agit d'un verrou maritime. Une relation coopérative avec la Chine continentale doit être préférée à une stratégie anti-chinoise. La Chine est un allié naturel pour les États-Unis car l'Amérique n'a pas de dessein au sujet du territoire chinois et de l'Asie de l'Est ; aussi, les États-Unis se sont historiquement opposés tant aux attaques japonaises que russes sur la Chine. La Chine et l'Amérique peuvent d'autant plus s'entendre que l'Empire du milieu connaîtra des tensions croissantes avec la Chine, qui a une faim de terre.
Brzezinski remarque que l'Asie est le centre de gravité économique futur du monde, mais en même temps un « volcan politique potentiel ». Le continent est déficient politiquement, manque de structures de coopération multilatérales. L'Asie est, soutient-il, un des grands centres du nationalisme de masse, nourri par l'ambition de vivre mieux que ses parents. En 1995, la région est devenue le premier importateur d'armes du monde.
L'Asie connaît plusieurs points chauds. Le premier est le détroit de Taïwan : l'île, qui prétend être la seule véritable Chine, a connu un grand succès économique et un sentiment d'appartenance national taïwanais émerge ; les tensions sont en phase d'augmentation. Ensuite, les îles Paracels et îles Spratleys en mer de Chine du Sud posent un risque de confrontation entre la Chine et des pays d'Asie du Sud-Est : ces îles sont entourées de richesses maritimes, et la Chine voit la zone comme son patrimoine national légitime. Les iles Senkaku, ensuite, sont contestées par le Japon et la Chine, deux pays historiquement rivaux. La frontière entre les deux Corées est potentiellement explosive, et cela est accentué par ce que la Corée du Nord cherche à obtenir l'armée atomique, ce qui pourrait mener la péninsule à la guerre, où le Japon et donc les États-Unis devraient intervenir. Enfin, les îles Kouriles les plus australes, saisies en 1944 par l'URSS, paralysent les relations russo-japonaises. La situation autour de la Chine a incité l'Indonésie et l'Australie à signer des accords de partenariat militaires. Certains pays, comme la Malaisie, cherchent une position de neutralité eu égard aux affaires chinoises.
La Chine considère que sa grandeur surpasse celle de toutes les autres civilisations, et qu'ainsi chaque Chinois doit se sentir insulté de la domination qu'elle a subie ces 150 dernières années. Le Royaume-Uni est tenu comme responsable du fait du déclenchement des guerres de l'Opium ; le Japon du fait des guerres prédatrices du dernier siècle ; la Russie du fait de l'empiètement de ses territoires au Nord et de la politique stalinienne considérée comme condescendante à l'égard de la Chine ; enfin, les États-Unis, qui sont vus comme bloquant les ambitions chinoises du fait de leur partenariat avec le Japon.
La croissance chinoise entraîne une demande en énergie qui surpasse la production nationale ; il en va de même en ce qui concerne la nourriture. La Chine est, militairement, une grande puissance et va moderniser prochainement son armée. Toutefois, si la Chine alloue une part trop importante de sa richesse nationale à son armée, elle pourrait connaître le même sort que l'URSS. La Chine doit se préoccuper des inégalités et de l'archaïsme entre les côtes et l'arrière-pays.
Brzezinski considère que la Chine est sur la bonne voie pour devenir le pouvoir dominant en Asie de l'Est, mais que « même d'ici 2020, il est peu probable que, même dans le meilleur des cas, la Chine puisse devenir un véritable compétiteur en termes de puissance mondiale ».
La Chine a une politique d'encerclement : elle s'allie avec le Pakistan et la Birmanie, ce qui permet de ceinturer l'Inde et l'empêche de s'établir comme l'hegemon régional de l'Asie du Sud. Grâce à la coopération avec la Birmanie, la Chine a un accès à des îles birmanes dans l'océan indien. Cela lui donne un plus fort effet de levier sur la navigation dans la région, et notamment au niveau du détroit de Malacca. Si elle réussissait à contrôler ce détroit, ainsi que le verrou qu'est Singapour, elle contrôlerait l'accès du Japon au pétrole du Moyen-Orient et aux marchés européens.

#### Le Japon: pas régional, mais international
La Chine s'intéresse particulièrement à l'évolution de la relation américano-nippone. La politique étrangère américaine en Extrême Orient repose sur ce pays depuis la fin de la guerre civile chinoise en 1949. Le Japon et la Chine sont historiquement rivaux, car il s'agit de deux États-nations conscients de leur singularité. Mais le Japon reste vulnérable aux déstabilisations, et a des faiblesses structurelles.
L'auteur considère le Japon comme un équivalent de l'Allemagne ; alliés proches des États-Unis, leur puissance dépend en partie de leur relation bilatérale avec ceux-ci. Les deux ont une armée respectée, mais aucune n'est vraiment indépendante. Les deux souhaitent obtenir un siège au conseil de sécurité de l'ONU.
Le Japon ne s'est pas imposé sur la scène internationale, car il a suivi la doctrine Yoshida : se donner le développement économique comme priorité ; être armé de manière légère et ne pas s'impliquer dans des conflits internationaux ; suivre le leadership politique et la protection militaire américains ; mettre en œuvre une politique étrangère non-idéologique centrée sur la coopération internationale.
Le Japon est sur la voie de l'autonomisation de sa politique étrangère. Dès 1996, le gouvernement japonais a publiquement annoncé l'adoption d'une « diplomatie indépendante » (jishu gaiko) et de « diplomatie proactive ». Certains dirigeants d'entreprise, comme Akio Morita de Sony, ont poussé à ce que le Japon embrasse une voie plus active dans l'arène mondiale.

#### L'ajustement géostratégique américain
Les États-Unis doivent avoir pour objectif d'empêcher que la montée en puissance chinoise empêche la formation d'un triangle de stabilité géopolitique en Asie de l'Est, entre la Chine, le Japon et les États-Unis. Les dirigeants américains devront se méfier de la Chine, dont l'enrichissement récent nourrit la paranoïa des élites en même temps que leur mégalomanie. Selon Brzezinski, intégrer la Chine dans le grand concert des nations permettra d'arrondir les angles de ses ambitions nationales ; il est nécessaire à ce titre de l'inviter dans des instances telles que le G7.
Les intérêts américains et chinois se heurteront à un moment ou à un autre. L'Asie du Sud-Est, par exemple, est trop riche, et trop géographiquement étalée, pour être dominée par la Chine, mais la faiblesse politique des États de la zone fait que ces pays entreront bientôt dans une relation de déférence vis-à-vis du puissant voisin. L'influence régionale de la Chine va être soutenue par sa force de frappe économique et financière : la Chine mettra en place une relation clientéliste avec un centre dominant et des pays périphériques tributaires du dominant.
Brzezinski recommande que les États-Unis se tiennent prêts au combat dans le cas où Taïwan venait à être attaquée par la Chine. Cela n'est pas dû à un attachement particulier du pays à l'île, car « les États-Unis n'ont pas, en soi, d'intérêt particulier à ce que Taïwan demeure indépendante » ; toutefois, la manière dont la Chine réunifie son pays aura des conséquences géopolitiques qui peuvent aller à l'encontre des intérêts américains.
Les États-Unis ont intérêt à une réconciliation coréo-japonaise, seule à même de créer un espace de stabilité démocratique pro-américain dans la zone. Cela permettrait en plus de ceinturer la Chine et la Russie en Extrême-Orient. Ces deux pays devraient, selon l'auteur, adopter les mêmes méthodes que celles qui ont permis la réconciliation franco-allemande, comme la multiplication d'échanges universitaires.

### Conclusion
L'auteur conclut son ouvrage en écrivant que « le temps est venu pour les États-Unis de formuler et d'exécuter une géostratégie intégrée, intégrale et de long terme pour toute l'Eurasie ». La première étape est de faire reconnaître aux élites américaines que l'Eurasie est « l'arène centrale du globe ». L'Amérique doit s'appuyer sur la France et l'Allemagne en Europe, et aider à la démocratisation de pays qui agissent comme têtes de pont démocratiques en Eurasie. Un consensus géostratégique sino-américain doit être trouvé, sans quoi l'Amérique ne réussira pas à conserver ses appuis en Asie.
Les États-Unis doivent prendre garde aux défis à venir : l'explosion démographique dans les pays pauvres, l'urbanisation anarchique, sont des facteurs d'aggravation des violences. Le chômage élevé, même dans des pays riches, nourrit la xénophobie et « pourrait soudainement causer un virage de la politique française ou allemande vers l'extrémisme politique et le chauvinisme nombriliste. Une situation prérévolutionnaire pourrait être en train de se créer ».
Les États-Unis ne feront que décliner, en termes de puissance, en valeur relative. Ils doivent donc favoriser le pluralisme géopolitique en Eurasie. Plutôt que d'utiliser la force, le pays doit surtout utiliser « les manœuvres et la manipulation pour empêcher l'émergence d'une coalition hostile » qui pourrait défier la primauté américaine. Le leadership américain doit forger un système sécuritaire trans-eurasien basé sur la coopération.
Brzezinski soutient un élargissement de l'OTAN, qui est le garant du lien entre les États-Unis et l'Europe. L'expansion vers l'Europe centrale doit être menée avec délicatesse, et des gestes d'amitié doivent être faits envers la Russie pour la réassurer. Mais les gestes américains envers la Russie doivent être réciproques, et ainsi la Russie doit, par exemple, démilitariser l'enclave de Kaliningrad. Les élites russes doivent comprendre que la priorité est de stabiliser et faire croître l'économie, de se moderniser, et non se lancer dans une quête de puissance qui viserait à effacer les ablations territoriales de la chute de l'URSS. Un système fédéral basé sur le libre-marché permettrait aux Russes de laisser libre cours à leur créativité et stimuler l'innovation.
Brzezinski écrit ainsi que, « en résumé, l'objectif de la politique américaine doit être […] double : perpétuer la position dominante de l'Amérique pour au moins une génération et plus encore si possible ; et créer un cadre géopolitique qui puisse tenir le coup de chocs et des changements socio-politiques multiples ».

## Réception

### Critiques positives
Helmut Schmidt publie une revue du livre lors de sa sortie, et écrit qu'il s'agit « d'un livre qui doit être lu et pris au sérieux ». 
Le Monde, sous la plume d'Alain Frachon, chronique le livre à sa sortie et le qualifie de « synthèse magistrale ». Il note qu'il « tranche sur l'à-peu-près médiatique quotidien, le fast-food politico-journalistique habituellement servi quand il s'agit d'analyser le monde de l'après-guerre froide ».
Justin Vaïsse soutient que le livre de Brzezinski ne peut être ignoré si l'on souhaite comprendre la politique étrangère américaine après la chute de l'URSS. Gérard Chaliand souligne que « dans Le grand échiquier, Brzezinski donne une remarquable analyse des sphères d’intérêts qui sont essentielles à la pérennité de l’hégémonie américaine. Il le fait sans céder aux sirènes de l’air du temps, avec une rigueur qui l’honore. Cet ouvrage est ce qu’on peut lire aujourd’hui de plus intéressant sur l’avenir probable des États-Unis et du reste du monde ».

### Critiques négatives ou mitigées
Le livre est chroniqué par le New York Times, qui en donne une critique plutôt mitigée. La critique écrit que le livre de Brzezinski, s'il peut être lu par n'importe quel dirigeant, fait des préconisations difficiles à appliquer. Foreign Affairs considère l'ouvrage « lucide », mais soutient que l'auteur ne fait pas assez de cas de la Russie, et n'admet pas combien ses préconisations pourraient la heurter.

### Influence
Pascal Marchand, dans son Atlas géopolitique de la Russie, soutient que la politique étrangère des États-Unis sous la présidence de Bill Clinton « reprend les principes de la doctrine Brzezinski », telle qu'exposée dans le livre. Cela expliquerait la volonté américaine d'intégrer les pays de l'ancien bloc soviétique dans l'OTAN. 
Christophe Réveillard, dans l'ouvrage Géopolitique de la Russie, étend cette application de la "doctrine Brzezinski" par l'Union européenne au moins depuis la crise des Balkans et plus visiblement depuis les évènements de l'année 2014 en Ukraine. 